# مطيع بن إياس
مطيع بن إياس بن مُسلِم بن أبي قرعة سلمى بن نوفل (؟ - ~ 169 هـ/785) شاعر عربي مُخضرَم شهد العصر الأموي والعصر العباسي الأوَّل، عُرِف بمجونه وخلاعته، وهو أوَّل المشهورين من الشعراء المُحدَثين في العصر العباسي.

## سيرته
ولِدَ مُطِيع بن إياس في مدينة الكوفة، زمن الخلافة الأمويَّة، ولا يُعرَف تاريخ ميلاده. وكان إياس، أبو مُطِيع، أحد الجُند الذين أرسلهم عبد الملك بن مروان للقتال في صفوف الحجاج والتصدي لجيوش عبد الله بن الزبير وعبد الرحمن بن محمد بن الأشعث، وتعود أصول أبي مُطيع إلى فلسطين، وبعد انتصار جيش الحجاج استقرَّ إياس في مدينة الكوفة وتزوَّج هناك. وفي الكوفة نشأ مُطِيع، ويُوصَف أنَّه ظريف يُحبُّ المعاشرة والمؤانسة، أبيض البشرة أشقر الشعر، ويُجِيد لعب الشطرنج. كان مُطِيع يميل إلى المجون واللهو والخلاعة، واتُّهِمَ بالزندقة، وصاحب شعراء يحملون نفس طباعه مثل حماد عجرد ويحيى بن زياد الحارثي، كان يصاحبهما ليلاً ونهاراً، ثُمَّ انتهت صداقتهم بمشاجرة، وكان أيضاً من أصحاب عبد الله بن المقفع. في شبابه وفد مُطِيع بن إياس على الوليد بن يزيد في دمشق سنة 125هـ، وتقرَّب إليه وصاحبه، وحظي بمكانة عنده، ووفد كذلك على هشام بن عمرو والي السند. وعندما انتهت دولة بني أميَّة وقامت الدولة العباسيَّة زار مطيع بن إياس اليمن، ووفد على معن بن زائدة في بداية ولايته على اليمن، ثُمَّ توثَّقت صلاته بجعفر بن أبي جعفر المنصور عندما حكم الموصل، وظلَّ في صحبته سنةً كاملة، حذَّره فيها أبو جعفر المنصور من استمالة ابنه إلى الزندقة، ومن ثمَّ فارقه مطيع بعد أن تُوفِّي من الصرع. ووفد أيضاً على جرير بن يزيد بن خالد بن عبد الله القسري، وهو والي البصرة في عهد الرشيد. وفي آخر حياته استقرَّ مطيع بن إياس في مدينة بغداد، وتُوفِّي فيها في ربيع الثاني من عام 169هـ، بعد إصابته بالمرض، وقيل أيضاً أنَّه تُوفِّي في رجب من عام 170هـ.

## شعره
مطيع بن إياس من المُحدَثين في الشعر، وابتعد فيه عن الألفاظ الغليظة الثقيلة، وأسلوبه سهل عذب، يستعمل فيه ألفاظ لا تعفف بها . فهو من أصحاب الغزل الصريح . الذي يصف مفاتن المرأة الجسدية دون تعفف . من أشهر قصائده تلك التي يتذكَّر فيها حبيبته عندما رأى نخلتين متقاربتين أثناء ترحاله ومروره بمدينة الري.